# اتحاد الشيوعيين في بوركينا فاسو
اتحاد الشيوعيين في بوركينا فاسو (بالفرنسية : Union des Communistes Burkinabè) كان حزبًا شيوعيًا. تأسس الحزب في أغسطس 1984 من قبل مجموعة وحدة الماركسيين اللينينيين، التي تأسست عام 1983، والمجموعة الماركسية اللينينية، التي تأسست عام 1979 بعد انفصالها عن الحزب الشيوعي الثوري الفولتي، ومجموعة أخرى.
في عام 1986 وقع على نداء من أربع منظمات للوحدة الثورية ودعم الحكومة الثورية لتوماس سانكارا.
في عام 1987، حاول سانكارا تهميش الحزب. كان هذا أحد العوامل التي أدت إلى الانقلاب، حيث كان الحزب قريبًا من زعيم الانقلاب بليز كومباوري. جنبا إلى جنب مع مجموعات أصغر، أسس الحزب منظمة الديمقراطية الشعبية - الحركة العمالية في عام 1989.